# Aeroporto Internacional Kuala Namu
O Aeroporto Internacional Kuala Namu é o terceiro maior aeroporto da Indonésia. Com apenas um terminal para passageiros, o aeroporto atende à cidade de Medan e arredores.
O governo planeja a inauguração de um novo aeroporto para novembro de 2013. Localizado ao norte do antigo, o novo Aeroporto Kuala Namu terá capacidade para oito milhões de passageiros por ano.

## Companhias aéreas

### Domésticas
- Citilink
- Garuda Indonesia
- Indonesia AirAsia
- Lion Air
- Sriwijaya Air
- Susi Air
- Wings Air

### Internacionais
- AirAsia (Kuala Lumpur), (Penang)
- Firefly (Kuala Lumpur), (Penang)
- Garuda Indonesia (Penang), (Jeddah)
- Lion Air (Kuala Lumpur), (Penang)
- Malaysia Airlines (Kuala Lumpur)
- SilkAir (Singapura)
- Sriwijaya Air (Penang), (Ipoh)
- Valuair (Singapura)
- Saudia Airlines (Jeddah)
- Thai Lion Air (Hat Yai)